# 綏和機場
绥和机场，又名东作机场，位于越南东南部海岸富安省绥和市，在越南战争中曾经是一个美軍的空军基地。该机场建于1975年，有2条跑道。目前是越南国家航空和越南航空服务公司的服务地。

## 航空公司與目的地
| 航空公司       | 目的地         |
| -------------- | -------------- |
| 捷星太平洋航空 | 胡志明市       |
| 越南國家航空   | 胡志明市、河內 |
| 越竹航空       | 胡志明市、河內 |
| 越捷航空       | 胡志明市、河內 |